# Мосте (Жировница)
Мосте (словен. Moste) је насеље у општини Жировница, Горењска регија, Словенија.

## Историја
До територијалне реорганизације у Словенији било је у саставу старе општине Јесенице.

## Становништво
У попису становништва из 2011. године, Мосте је имало 619 становника.
| Број становника према пописима | Број становника према пописима | Број становника према пописима |
| ------------------------------ | ------------------------------ | ------------------------------ |
| 1991                           | 2002                           | 2011                           |
| 519                            | 546                            | 619                            |

## Галерија
- улаз у Мосте
- залазак сунца на брду Ајдна
- језеро Завршница
- вијадукт "Мосте"
- Завршница са Смолника
- Хидроелектрана "Мосте"